# Markus Perwanger

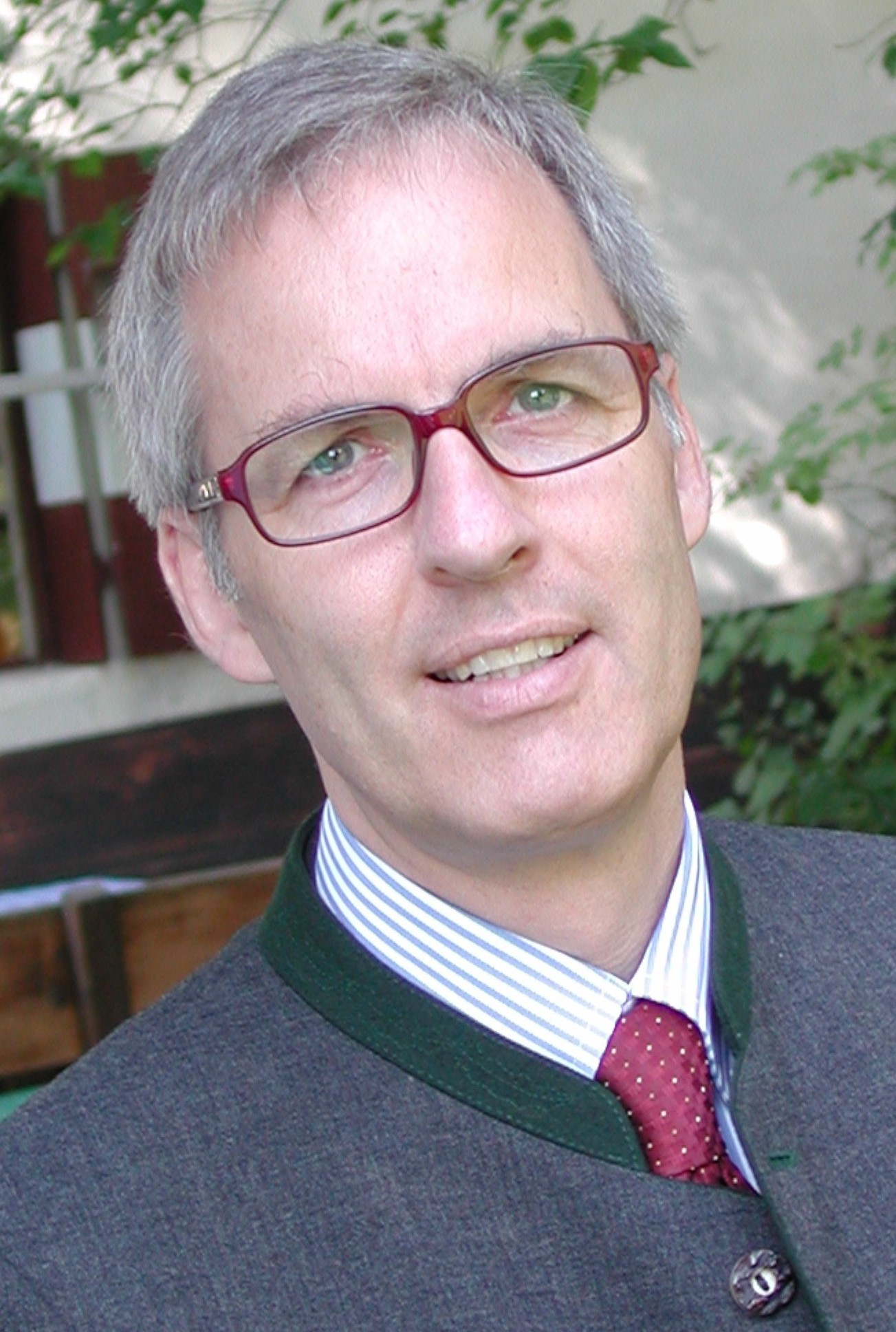
Markus Perwanger (2014)

Markus Perwanger (* 17. April 1955 in Bozen) ist ein italienischer Journalist und ehemaliger Politiker (SVP) aus Südtirol. 

## Leben
Perwanger verbrachte seine Kindheit in Radein, einer Fraktion der Gemeinde Aldein, und besuchte anschließend das Franziskanergymnasium in Bozen. An der Universität Florenz studierte er Staatswissenschaften mit dem Schwerpunkt Verwaltungsrecht; seine Abschlussarbeit beschäftigte sich mit der Raumordnung in Südtirol und dem Geschlossenen Hof. Als Journalist arbeitete Perwanger unter anderem beim Presseamt der Südtiroler Landesregierung, im Hoteliers- und Gastwirteverband HGV und im Verlagshaus Athesia. Von 1985 bis 1988 vertrat er die Südtiroler Volkspartei im Bozner Gemeinderat.
Ab 1988 war Perwanger bei Rai Südtirol tätig. 1995 wurde er Chef vom Dienst, 1998 stellvertretender Chefredakteur, 1999 Chefredakteur. Neben seiner journalistischen Tätigkeit dozierte der Autor zahlreicher Reportagen für Hörfunk und Fernsehen am Institut zur Förderung publizistischen Nachwuchses sowie an der Freien Universität Bozen und an der Universität Innsbruck. Von 2006 bis 2022 leitete Perwanger Rai Südtirol als Koordinator. 2011 wurde er mit dem Goldenen Ehrenzeichen der Republik Österreich ausgezeichnet. Seit 2017 ist er Vertreter der Minderheitenpresse im Nationalrat der Journalistenkammer in Rom sowie geprüfter Gästeführer und Reiseleiter. 2021 veröffentlichte Perwanger eine Biographie des ehemaligen Südtiroler Landeshauptmanns Luis Durnwalder zu dessen 80. Geburtstag. Perwanger wohnt in Bozen.